# Gerhard Haselbach
Gerhard Albert Otto Haselbach (* 19. August 1901 in Münsterberg, Provinz Schlesien; † 8. Juni 1983 in Berlin) war ein deutscher Schauspieler bei Bühne und Film.

## Leben und Wirken
Der Apothekersohn Gerhard Haselbach besuchte das Realgymnasium und ließ sich anschließend, von 1919 bis 1921, an der Reicherschen Hochschule für dramatische Kunst in Berlin künstlerisch fortbilden. Seinen Einstand als Schauspieler gab Haselbach 1921 mit dem Giselher in einer Aufführung der Nibelungensage an den Vereinigten Theatern in Breslau. Nach 1928 folgten zwei Spielzeiten am Dresdner Staatstheater. 1930 trat er eine Saison am Lessingtheater in Berlin auf. Unterbrochen von einem Abstecher an das Mannheimer Nationaltheater 1936 blieb er in der deutschen Hauptstadt und wirkte in den folgenden Jahrzehnten an so unterschiedlichen Spielstätten wie dem Kleinen Theater, dem Schiller-Theater, der Komödie, dem Theater am Kurfürstendamm, dem Renaissance-Theater, dem Theater am Schiffbauerdamm, den Vereinigten Berliner Künstlerbühnen, dem Lessing-Theater und dem Rose-Theater.
Seine Nachkriegslaufbahn begann Haselbach 1945 am Deutschen Theater in Berlin. Hier blieb er fünf Jahre lang. Danach trat er in kleineren Rollen in Theaterklassikern wie Don Karlos, Der Prinz von Homburg, Heinrich IV. und Nathan der Weise auf. Zu Beginn der 1950er Jahre war er am Theatre Club des British Centre Berlin engagiert und übernahm auch englischsprachige Rollen wie den Bob Cratchit in Charles Dickens’ Weihnachtsgeschichte. Haselbachs Abstecher zum Film seit Beginn des Dritten Reichs blieben ohne Eindruck; hier spielte er durchgehend unbedeutende Rollen. Das Hauptbetätigungsfeld des in Berlin-Wilmersdorf ansässigen Haselbach blieb weiterhin das Theater (Tribüne, Vagantenbühne, Berliner Bühne etc.), ab den 1960er Jahren nahm er kein Festengagement mehr an. Gerhard Haselbach war verheiratet und hatte zwei Töchter.

## Filmografie
- 1933: Das lustige Kleeblatt
- 1933: So ein Flegel
- 1934: Mein Leben für Maria Isabell
- 1935: Pole Poppenspäler
- 1936: Horch, horch, die Lerch im Ätherblau (Kurzfilm)
- 1940: Blutsbrüderschaft
- 1946: Irgendwo in Berlin
- 1949: Unser täglich Brot
- 1950: Familie Benthin
- 1951: Die Sonnenbrucks
- 1956: Stresemann

## Sprecher bei Hörspielen
- 1926: Der Kaufmann von Venedig. Regie: Fritz Walter Bischoff
- 1949: Vier Ringe an der linken Hand. Regie: Erich Köhler
- 1951: Herr Blink geht über alle Grenzen. Regie: Peter Thomas
- 1951: Es kommt doch an den Tag. Ein Bericht über dunkle Ehrenmänner von heute. Regie: Werner Oelschläger
- 1955: Jean Henri Dunant. Regie: Carlheinz Riepenhausen
- 1955: Narkose. Regie: Wolfgang Spier
- 1961: Mein Sohn, der Herr Minister. Regie: Erich Köhler
- 1963: Aufforderung zum Mord. Regie: Erich Köhler
- 1963: Cymbelin. Regie: Fritz Schröder-Jahn